# 西方鯒
西方鯒，為輻鰭魚綱鮋形目牛尾魚亞目牛尾魚科的其中一種，分布於澳洲、印尼、巴布亞紐幾內亞海域，屬底棲性魚類，屬肉食性，生活習性不明。

## 擴展閱讀
維基物種上的相關：西方鯒